# Industrie du diagnostic in vitro
L'industrie du diagnostic in vitro ou industrie des bio-réactifs est une branche de l'industrie médicale représentant toutes les entreprises qui commercialisent du matériel (réactifs et automates) pour la réalisation des analyses médicales.

Elle concerne aussi la médecine vétérinaire

## Tendances
C'est une branche de l'industrie qui s'est beaucoup développé avec l'avènement de la biologie moléculaire dans les années 1980-1990, en intégrant aussi les progrès de la bioinformatique.

Depuis la fin des années 1990, dans l'optique de synergies prometteuses, l'industrie du diagnostic in vitro se rapproche de l'industrie de l'imagerie médicale. 
C'est une source croissante de déchets (déchets médicaux, déchets hospitaliers, dont une partie sont des déchets d'équipements électriques et électroniques.

## Principales entreprises
- ALERE (6e groupe mondiale)
- Abo Diag
- A. Menari diagnostics
- Roche diagnostics
- Siemens Medical Solutions Diagnostics (acquisition de Bayer Diagnostics en juillet 2006 et Dade Behring en novembre 2007)
- Danaher (rachat de Beckman Coulter en 2011[2])
- Stago
- Seegene
- Laboratoires Abbott
- General Electric
- Biomérieux
- Horiba Medical
- Sysmex
- Ortho Clinical Diagnostics
- Biorad
- Diamed
- Olympus (racheté par Beckman-Coulter en 2009)
- Biocode Hycel devenu IDS
- Becton Dickinson
- Laboratoires Eurobio
- Biosynex